# Testökonomie
Die Testökonomie prüft vor allem das Kosten-Nutzenverhältnis zwischen dem Aufwand eines Testverfahrens und dem Nutzen des Testergebnisses. Ferner klärt es, ob die gewonnene Information des Verfahrens für die diagnostische Entscheidung wirklich benötigt wird.
Wenn ein Test unter ökonomischen Gesichtspunkten gut sein soll, müssen die Rahmenbedingungen und alle anfallenden Kosten in einem günstigen Verhältnis zum Nutzen stehen. Ein Test ist vor allem dann ökonomisch, wenn geringe Kosten (Material, Personal etc.) bei der Vorbereitung, Durchführung und Auswertung anfallen. Oftmals wird die Testökonomie als Entscheidungskriterium für oder gegen ein Verfahren genutzt, da unter Einhaltung dieses Gütekriteriums ein kurzfristiger finanzieller Mehrwert entsteht.